# Synemon
Synemon là một chi bướm đêm thuộc họ Castniidae. Nó được Doubleday miêu tả năm 1846.

## Các loài
- Synemon sophia (White, 1841)
- Synemon parthenoides R. Felder, 1874
- Synemon discalis Strand, 1911
- Synemon maja Strand, 1911
- Synemon leucospila Meyrick, 1891
- Synemon magnifica Strand, 1911
- Synemon notha Westwood, 1877
- Synemon directa Westwood, 1877
- Synemon catocaloides Walker, 1865
- Synemon catocaloides [Don Herbison-Evans]
- Synemon nupta Westwood, 1877
- Synemon laeta Walker, 1854
- Synemon vagans Westwood, 1877
- Synemon jcaria R. Felder, 1874
- Synemon gratiosa Westwood, 1877
- Synemon collecta Swinhoe, 1892
- Synemon selene Klug, 1850
- Synemon theresa Doubleday, 1846
- Synemon nais Klug, 1850
- Synemon heliopis Meyrick, 1891
- Synemon phaeoptila Turner, 1906
- Synemon obscurella Westwood, 1877
- Synemon austera Meyrick, 1891
- Synemon brontias Meyrick, 1891
- Synemon wulwulam Angel, 1951
- Synemon plana Walker, 1854